# 全国高等学校選抜ヨット選手権大会
全国高等学校選抜ヨット選手権大会（ぜんこくこうとうがっこうせんばつヨットせんしゅけんたいかい）は、毎年5月に鳥取県の境港ヨットハーバーで開催される高等学校ヨット大会である。全国高等学校総合体育大会（インターハイ）、JSAFユースセーリングチャンピオンシップ（ジュニアオリンピック）、国民体育大会セーリング競技と並ぶ高校ヨットにおける重要な大会として位置づけられている。

## 種目
- FJ級ソロ
- FJ級デュエット
- シーホッパーSR級
- シングルハンド級